# Чемпионат мира по боксу 2019
20-й чемпионат мира по боксу среди любителей проходил с 7 по 21 сентября 2019 года в городе Екатеринбурге (Россия). В чемпионате приняли участие 365 спортсменов из 78 стран, что стало рекордом в истории ЧМ по боксу.
Победителем чемпионата стала сборная Узбекистана, завоевав пять медалей (три золотые, одну серебряную и одну бронзовую). Второе место в неофициальном общекомандном зачёте досталось сборной России — четыре медали (три золотые, одна бронзовая), а третьими стали представители Казахстана, которые завоевали самое большое количество медалей — шесть штук (одна золотая, одна серебряная и четыре бронзовых).

## Выбор места проведения
Россия получила право проведения чемпионата на заседании исполкома Международной ассоциации бокса (AIBA) в Москве 24 июля 2017 года. Члены исполкома организации выбрали её единогласно. На организацию чемпионата мира также претендовали Украина, Турция, Индия и Таиланд.
Постсоветская Россия никогда не принимала мужские чемпионаты мира по боксу. В 1989 году мировое первенство прошло в СССР, соревнования принимала Москва.
Первоначально местом проведения чемпионата планировался Сочи, но в январе 2019 года AIBA перенесла место проведения чемпионата в Екатеринбург.
Чемпионат прошёл на арене «Екатеринбург-Экспо».

## Отказ сборной Украины от участия в чемпионате
12 августа 2019 года руководитель пресс-службы Федерации бокса Украины Александр Подаваленко заявил, что Украина не будет посылать официальную делегацию на 20-й чемпионат мира по боксу:

Официальную делегацию Федерация бокса Украины на чемпионат мира отправлять не планирует.
  Члены национальной сборной Украины, которые принимали участие в последних Европейских играх, чемпионате Европы в Харькове, те ребята, которые являются первыми-вторыми номерами сборной Украины, – точно принимать участие в России не будут.
  Если найдутся спортсмены, которые захотят поехать на ЧМ за свой счет, они вправе это сделать.
В результате чего Украину на чемпионате представили боксёры запасного состава, которые не заняли призовых мест.

## Медалисты
| Категория                 | Золото                             | Серебро                       | Бронза                          |
| До 52 кг см. подробнее    | Шахобиддин Зоиров Узбекистан       | Амит Пангал Индия             | Билал Беннама Франция           |
| До 52 кг см. подробнее    | Шахобиддин Зоиров Узбекистан       | Амит Пангал Индия             | Сакен Бибосынов Казахстан       |
| До 57 кг см. подробнее    | Миразизбек Мирзахалилов Узбекистан | Ласаро Альварес Куба          | Питер Макгрейл Англия           |
| До 57 кг см. подробнее    | Миразизбек Мирзахалилов Узбекистан | Ласаро Альварес Куба          | Эрдэнэбатын Цэндбаатар Монголия |
| До 63 кг см. подробнее    | Энди Крус Куба                     | Кейшон Дэвис США              | Маниш Каушик Индия              |
| До 63 кг см. подробнее    | Энди Крус Куба                     | Кейшон Дэвис США              | Оганес Бачков Армения           |
| До 69 кг см. подробнее    | Андрей Замковой Россия             | Пэт Маккормак Англия          | Аблайхан Жусупов Казахстан      |
| До 69 кг см. подробнее    | Андрей Замковой Россия             | Пэт Маккормак Англия          | Бобо-Усмон Батуров Узбекистан   |
| До 75 кг см. подробнее    | Глеб Бакши Россия                  | Эумир Марсьяль Филиппины      | Эберт Консейсан Бразилия        |
| До 75 кг см. подробнее    | Глеб Бакши Россия                  | Эумир Марсьяль Филиппины      | Турсынбай Кулахмет Казахстан    |
| До 81 кг см. подробнее    | Бекзад Нурдаулетов Казахстан       | Дилшодбек Рузметов Узбекистан | Хулио Сесар Ла Крус Куба        |
| До 81 кг см. подробнее    | Бекзад Нурдаулетов Казахстан       | Дилшодбек Рузметов Узбекистан | Бенджамин Уиттакер Англия       |
| До 91 кг см. подробнее    | Муслим Гаджимагомедов Россия       | Хулио Кастильо Эквадор        | Радослав Панталеев Болгария     |
| До 91 кг см. подробнее    | Муслим Гаджимагомедов Россия       | Хулио Кастильо Эквадор        | Василий Левит Казахстан         |
| Свыше 91 кг см. подробнее | Баходир Жалолов Узбекистан         | Камшыбек Кункабаев Казахстан  | Джастис Хани Австралия          |
| Свыше 91 кг см. подробнее | Баходир Жалолов Узбекистан         | Камшыбек Кункабаев Казахстан  | Максим Бабанин Россия           |

## Командный зачёт
| Место | Страна     | Золото | Серебро | Бронза | Всего |
| ----- | ---------- | ------ | ------- | ------ | ----- |
| 1     | Узбекистан | 3      | 1       | 1      | 5     |
| 2     | Россия     | 3      | 0       | 1      | 4     |
| 3     | Казахстан  | 1      | 1       | 4      | 6     |
| 4     | Куба       | 1      | 1       | 1      | 3     |
| 5     | Англия     | 0      | 1       | 2      | 3     |
| 6     | Индия      | 0      | 1       | 1      | 2     |
| 7     | Филиппины  | 0      | 1       | 0      | 1     |
| 8     | США        | 0      | 1       | 0      | 1     |
| 9     | Эквадор    | 0      | 1       | 0      | 1     |
| 10    | Болгария   | 0      | 0       | 1      | 1     |
| 11    | Франция    | 0      | 0       | 1      | 1     |
| 12    | Монголия   | 0      | 0       | 1      | 1     |
| 13    | Австралия  | 0      | 0       | 1      | 1     |
| 14    | Бразилия   | 0      | 0       | 1      | 1     |
| 15    | Армения    | 0      | 0       | 1      | 1     |
| Итого | Итого      | 8      | 8       | 16     | 32    |

Лучшим боксёром чемпионата мира был признан узбекистанец Баходир Жалолов, ставший чемпионом мира в весе свыше 91 кг.

## Команды и составы
В скобках указано число участников.

| - Афганистан (1) - Австралия (4) - Азербайджан (8) - Алжир (4) - Австрия (1) - Армения (8) - Беларусь (5) - Болгария (2) - Бельгия (2) - Бразилия (4) - Венгрия (3) - Венесуэла (1) - Германия (4) - Грузия (3) - Дания (1) - Доминиканская Республика (1) - Египет (2) - Индия (6) - Иран (4) - Индонезия (6) - Испания (2) - Уэльс (1) | - Хорватия (4) - Эквадор (3) - Англия (6) - Эстония (2) - Иордания (4) - Ирак (2) - Ирландия (6) - Италия (2) - Израиль (5) - Казахстан (8) - Канада (3) - ДР Конго (4) - Катар (1) - Кыргызстан (4) - Саудовская Аравия (2) - Китай (5) - Колумбия (4) - Куба (7) - Литва (2) - Марокко (2) - Молдова (3) - Монголия (2) | - Нидерланды (4) - Новая Зеландия (1) - Польша (4) - Россия (8) - Республика Корея (6) - Румыния (2) - Сербия (3) - Судан (1) - Словения (1) - Швеция (1) - США (8) - Таджикистан (4) - Таиланд (4) - Тринидад и Тобаго (2) - Туркменистан (2) - Турция (3) - Узбекистан (8) - Украина (6) - Филиппины (3) - Франция (3) - Финляндия (2) - Япония (3) |

## Судьи
- Башир Аббар
- Алишер Алтаев
- Антонио Стивен Ацига Фула
- Алехандро Баррьентос Мартинес
- Пирошка Богларка Беки
- Джеймс Беклс
- Мануэль Виларино
- Го Чжан
- Эмиль Гурбаналиев
- Сади Даффи
- Ким Чун Сам
- Рамона Мануэла Кобзак
- Сергей Крутасов
- Хольгер Кусмауль
- Рэймонд Морли
- Ярно Мустонен
- Мансур Мухиддинов
- Карн Наклам
- Яаков Петерсон
- Ярослав Ренёв
- Алессандро Ренцини
- Шон Риз
- Хуан Томас Родригес Техера
- Максим Сулеймани
- Нелка Широмала Тхампу
- Дэвид Марк Уильямс
- Эммануэль Феррейра Валентин
- Франк Фьякко
- Александр Хамидов
- Цогтгерел Церенханд
- Яшар Чинар
- Чо Чон Сук
- Хамдан Шерфауи
- Набиль Юнис
- Фархад Энджинир Кавасджи